# العلاقات السلوفينية السيشلية
العلاقات السلوفينية السيشلية هي العلاقات الثنائية التي تجمع بين سلوفينيا وسيشل.

## مقارنة بين البلدين
هذه مقارنة عامة ومرجعية للدولتين:
| وجه المقارنة                                              | سلوفينيا                                                      | سيشل                                                |
| --------------------------------------------------------- | ------------------------------------------------------------- | --------------------------------------------------- |
| المساحة (كم2)                                             | 20.27 ألف                                                     | 459                                                 |
| عدد السكان (نسمة)                                         | 2.07 مليون                                                    | 95.84 ألف                                           |
| الكثافة السكانية (ن./كم²)                                 | 102.12                                                        | 20.88 ألف                                           |
| العاصمة                                                   | ليوبليانا                                                     | فيكتوريا                                            |
| اللغة الرسمية                                             | اللغة السلوفينية، اللغة الإيطالية، لغة مجرية                  | لغة فرنسية، لغة إنجليزية، اللغة الكريولية السيشيلية |
| العملة                                                    | يورو، تولار سلوفيني                                           | روبية سيشلية                                        |
| الناتج المحلي الإجمالي (بليون دولار)                      | 48.77 مليار                                                   | 1.49 مليار                                          |
| الناتج المحلي الإجمالي (تعادل القوة الشرائية) بليون دولار | 66.01 مليار                                                   | 2.54 مليار                                          |
| الناتج المحلي الإجمالي الاسمي للفرد دولار أمريكي          | 20.73 ألف                                                     | 15.48 ألف                                           |
| الناتج المحلي الإجمالي للفرد دولار أمريكي                 | 30.40 ألف                                                     | 26.42 ألف                                           |
| مؤشر التنمية البشرية                                      | 0.880                                                         | 0.772                                               |
| رمز المكالمات الدولي                                      | +386                                                          | +248                                                |
| رمز الإنترنت                                              | .si                                                           | .sc                                                 |
| المنطقة الزمنية                                           | توقيت وسط أوروبا، ت ع م+01:00، ت ع م+02:00، أوروبا/ليوبليانا ‏ | ت ع م+04:00                                         |

## منظمات دولية مشتركة
يشترك البلدان في عضوية مجموعة من المنظمات الدولية، منها:
| علم المنظمة | اسم المنظمة                               | تاريخ انضمام سلوفينيا | تاريخ انضمام سيشل |
| ----------- | ----------------------------------------- | --------------------- | ----------------- |
|             | يونسكو                                    | 27 مايو 1992          | 18 أكتوبر 1976    |
|             | وكالة ضمان الاستثمار متعدد الأطراف        | 19 مارس 1993          | 15 سبتمبر 1992    |
|             | الأمم المتحدة                             | 22 مايو 1992          | 21 سبتمبر 1976    |
|             | الفريق المعني برصد الأرض                  | ?                     | ?                 |
|             | الاتحاد البريدي العالمي                   | ?                     | ?                 |
|             | البنك الدولي للإنشاء والتعمير             | 25 فبراير 1993        | 29 سبتمبر 1980    |
|             | الاتحاد الدولي للاتصالات                  | 16 يونيو 1992         | 17 سبتمبر 1999    |
|             | منظمة حظر الأسلحة الكيميائية              | ?                     | 29 أبريل 1997     |
|             | مؤسسة التمويل الدولية                     | 25 فبراير 1993        | 11 يونيو 1981     |
|             | المركز الدولي لتسوية المنازعات الاستشارية | 6 أبريل 1994          | 19 أبريل 1978     |
|             | منظمة الشرطة الجنائية الدولية             | ?                     | 1 سبتمبر 1977     |

## وصلات خارجية
- موقع وزارة الخارجية السلوفينية
- موقع وزارة الخارجية السيشلية